# Memphis Pros
Die Memphis Pros waren eine US-amerikanische Basketballfranchise in Memphis, Tennessee, die zwischen 1970 und 1972 in der American Basketball Association spielte.

## Ursprünge
Die New Orleans Buccaneers waren ein Gründungsmitglied der ABA, das dort von 1967 bis 1970 spielte und 1969 die Meisterschaft in der Western Division gewann. Nach der Saison 1969/70 wurde das Team in die Louisiana Buccaneers umbenannt, die ihre Heimspiele in mehreren Städten des Bundesstaates ausrichten sollten. Schließlich wurde diese Idee verworfen und die Zukunft der Bucs war ungewiss.
Am 21. August 1970 wurde die Mannschaft an den Geschäftsmann P.W. Blake aus Memphis verkauft. 10 Tage später zog er mit der Mannschaft um und änderte ihren Namen in Memphis Pros, weil die schon bestellten Bucs-Trikots mit geringem Kostenaufwand in Pros-Trikots umgewandelt werden konnten.

## 1970–1971
Die Pros kamen schnell durch den schlechten Zeitpunkt der Änderung in Probleme. Das Mid-South Coliseum war fast den ganzen Winter ausgebucht und die Pros konnten sich nur einen Freitagstermin für ein Heimspiel sichern. So mussten sie ihre Heimspiele in einigen anderen Hallen in Tennessee und Mississippi austragen. Es war nicht überraschend, dass auch die Ticketverkäufe gering waren; am Anfang der Saison verkaufte man nur 180 Saisonkarten.
Bobby Warren von den Los Angeles Lakers schloss sich dem Team an; Ron Franz und Dave Nash wurden an The Floridians im Austausch für Wilbert Jones, Al Cueto und Erv Staggs abgegeben. Später tauschte man Red Robbins mit den Utah Stars für Craig Raymond sowie Skeeter Swift mit den Pittsburgh Pipers für Charlie Williams. Jimmy Jones, Steve Jones und Wendell Ladner spielten im All Star Game; Ladner wurde ins All Rookie Team benannt. Während der Saison kamen durchschnittlich 3199 Fans zu den Heimspielen. Die Pros beendeten die reguläre Saison mit 41 Siegen und 43 Niederlagen, was Platz drei in der Eastern Division bedeutete. In den Playoffs schied man in der ersten Runde mit 0:4 gegen die Indiana Pacers aus.
Die Pros überstanden diese Saison fast nicht. Im Dezember 1970 verließ Blake einfach die Mannschaft und gab an, er habe 200.000 $ verloren. Die Liga versuchte verzweifelt, einen neuen Eigner zu finden, fanden aber keinen. Schließlich kaufte eine Gruppe namens Memphis Area Sports Inc. die Mannschaft für 700.000 $. Sie bestand aus 4600 Einwohnern von Tennessee, die Anteile an der Mannschaft für 5, 10 oder 50 $ kauften und einen Vorstand aus 24 Personen wählten. Der Börsenmakler A.W. Hart aus Memphis wurde Präsident.

## 1971–1972
Die Mannschaft verpflichtete Johny Neumann von der University of Mississippi und Larry Cannon, verlor aber Steve Jones als Free Agent an die Dallas Chaparrals; auch Jimmy Jones verließ die Mannschaft und schloss sich den Utah Stars an.
Am 6. Oktober 1971 empfingen die Pros die Boston Celtics aus der NBA in einem Freundschaftsspiel, das die Celtics mit 115:94 gewannen. Das war das einzige Mal, dass eine Mannschaft aus Memphis gegen ein Team aus der NBA spielte, bis die Vancouver Grizzlies 2001 nach Memphis zogen.
Die Pros gaben Larry Cannon während der Saison an die Indiana Pacers für Don Sidle ab und schickten Wendell Ladner, Tom Owens und Bobby Warren zu den Carolina Cougars im Austausch für Randy Denton, Warren Davis und George Lehmann. Dieser Trade wurde von Hart ohne Beratung mit Trainer McCarthy initiiert.
Im All Star Game spielte nur ein Spieler der Pros, Wil Jones.
Trotz (oder gerade wegen) der personellen Änderungen beendete die Mannschaft die reguläre Saison mit nur 26 Siegen und 58 Niederlagen, was den fünften und letzten Platz in der Western Division sowie das Verpassen der Playoffs bedeutete.
Obwohl 4441 Fans im Schnitt zu den Spielen kamen, zeigten sich wieder die finanziellen Probleme, so dass die Liga zum zweiten Male die Kontrolle über das Team übernehmen musste.
Am 27. April 1972 trat Babe McCarthy als Trainer der Pros zurück. Am 13. Juni 1972 wurde die Mannschaft von Charles O. Finley, der auch die Oakland A's besaß, erworben. Finley übernahm auch die Schulden der Mannschaft. Der frühere Trainer der University of Kentucky Adolph Rupp wurde Präsident.
Vor der Saison 1972/73 änderte Finley den Namen des Teams in Memphis Tams.